# Centre de Llançament de Sonmiani
El Centre de Llançament de Sonmiani és un port espacial que es troba a Sonmiani, en la província de Balochistan al Pakistan, aproximadament a 145 km al nord-oest de Karachi. Sonmiani es destaca per la investigació i desenvolupament de l'espai. La instal·lació espacial és operada per Space and Upper Atmosphere Research Commission (SUPARCO) de Pakistan.
El centre va ser dissenyat i construït per l'agència espacial estatunidenca, NASA. Les instal·lacions van esdevenir operatives el 7 de juny de 1962. Als anys noranta va ser modernitzat i eixamplat.